# Heterohyrax
Genre
Heterohyrax est un genre de Damans vivant uniquement en Afrique.

## Liste des espèces
- Heterohyrax brucei (Gray, 1868) — Daman de Rhodésie